# لة بيغي (مقاطعة دلفان)
لة بيغي (بالفارسية: له بیگی) هي قرية تقع في قسم ايتيوند الجنوبي الريفي (مقاطعة دلفان) في إيران. يقدر عدد سكانها بـ 59 نسمة .